# ألبرت دوفال
ألبرت دوفال بحار فرنسي شارك في الألعاب الأولمبية الصيفية لعام 1900.
كان دوفال أحد أفراد طاقم القارب الفرنسي مارثا 1 الذي فاز بميدالية فضية وبرونزية في سباقات فئة 1 إلى 2 طن. كما شارك في الفئة المفتوحة بالقارب مارثا 27 لكنه لم ينه السباق.

## وصلات خارجية
- ألبرت دوفال على موقع اللجنة الأولمبية الدولية (الإنجليزية)
- ألبرت دوفال على موقع أوليمبيديا (الإنجليزية)